# Rozhraní (przystanek kolejowy)
Rozhraní – przystanek kolejowy w Rozhraní, w kraju pardubickim, w Czechach. Znajduje się na wysokości 360 m n.p.m.
Na przystanku nie ma możliwości zakupu biletu, a obsługa podróżnych odbywa się w pociągu.

## Linie kolejowe
- 260 Česká Třebová - Brno